# Меарин
Меари́н (устар. Меарим порт. Mearim) — река, протекающая в северо-восточной части Бразилии по территории штата Мараньян. Длина реки составляет около 800 км.
Берёт начало на севере Бразильского плоскогорья, затем пересекая заболоченную Приатлантическую низменность, впадает в бухту Сан-Маркус Атлантического океана, образуя общий с рекой Пиндаре эстуарий. В верхнем и среднем течении река порожиста, в низовье судоходна. Питание дождевое. Максимальные значения расхода воды проходят в апреле — мае.
Притоки — Пиндаре, Гражау, Ипушина, Инсону, Флорис,  Овус, Рибейран-Гранди, Рибейран, Посан, Мидубин, Грота-Фунда (левые), Эскондиду, Корда, Энжейтаду, Пираньяс, Сусупара, Рибейран-Бониту, Бен-Асейту, Сантарен, Брежан, Анжус, Сан-Жуан(правые)